# Boonah
Boonah é uma cidade no sudeste de Queensland, Austrália, segundo censo demográfico realizado em 2011, a cidade tinha cerca de 2474 habitantes.